# Struggling Man

Struggling Man est un album interprété par Jimmy Cliff et publié par Island Records (parution en 1973), et distribué en France par Phonogram.
Face A (durée 19:29) :

1) Struggling man

2) When you're young

3) Better days are coming

4) Sooner or later

5) Those good good old days

Ces œuvres sont de Jimmy Cliff.

Face B (durée 21:45) :

1) Can't stop worrying, can't stop loving you (auteur Dave Mason)

2) Let's seize the time (J. Bright-Plummer)

3) Come on people (Gary Illingworth/Bill Finton)

4) Can't live without you (J. Cliff/C. Bright-Plummer)

5) Going back west (J. Cliff)

L’illustration de la pochette est signée David Dragon[réf. souhaitée].